# Contea di Chapman Valley
La contea di Chapman Valley è una delle diciassette Local Government Areas che si trovano nella regione di Mid West, in Australia Occidentale. Essa si estende su di una superficie di circa 4.007 chilometri quadrati ed ha una popolazione di 914 abitanti.